# صناعة الصواريخ: تأثير نامبي (فلم هندي)
صناعة الصواريخ: تأثير نامبي (بالإنجليزية: Rocketry: The Nambi Effect) هو فيلم درامي سيرة ذاتية هندي أصدر سنة 2022، من تأليف وإنتاج وإخراج مادهافان في أول تجربة إخراجية. يعتمد الفيلم على حياة نامبي نارايانان، الذي يلعب دوره مادهافان، وهو عالم في منظمة أبحاث الفضاء الهندية اتُهم في قضية تجسس ثم تمت تبرئته لاحقًا. وتدور أحداث القصة حول أيام نارايانان كطالب دراسات عليا في جامعة برينستون، قبل استكشاف عمله كعالم واتهامات التجسس الكاذبة الموجهة إليه. لعبت سيمران الدور الرئيسي للمرأة.

## حبكة
في الوقت الحاضر، في مقابلة تلفزيونية مع الممثل شاه روخ خان (هندي) / سورايا (تاميل)، يروي نامبي نارايانان الأحداث التي أدت إلى صعوده كمهندس بارز إلى اتهامات التجسس والخيانة المزعومة، إلى جانب القسوة الجسدية والعقلية ضده وضد عائلته. يبدأ بسرد تجاربه في محطة إطلاق الصواريخ الاستوائية ثومبا، حيث ينقذ أبو بكر زين العابدين عبد الكلام، أحد أعضاء فريقه، من إصابة خطيرة أثناء إحدى التجارب. وفي عام 1969، تم قبوله في جامعة برينستون للحصول على درجة الماجستير في الهندسة في الدفع الصاروخي الكيميائي، على نفقة الحكومة الهندية.
أكمل نامبي بنجاح درجة الماجستير في الهندسة تحت إشراف وتوجيه البروفيسور لويجي كروكو، الذي أوصى به للحصول على زمالة في وكالة ناسا. أثناء عمله في وكالة ناسا مع باري أمالديف، عُرض عليه راتب ضخم، ووظيفة دائمة، إلى جانب بدلات أخرى. يرفضها ويعود إلى الهند على أمل استخدام مواهبه في منظمة أبحاث الفضاء الهندية. أثناء عمله في منظمة أبحاث الفضاء الهندية، تمكن من الحصول على 400 مليون رطل من المعدات من اسكتلندا مجانًا. ومع ذلك، بعد وفاة فيكرام سارابهاي المشبوهة، لم يحصل على الدعم الكافي من منظمة أبحاث الفضاء الهندية أو الأموال من الحكومة الهندية لمواصلة أبحاثه. في هذه المرحلة، أبرمت شركة نامبي صفقة مع المجتمع العلمي الفرنسي، الذي يحتاج إلى علماء مهرة لمساعدتهم في بناء محرك الوقود السائل الخاص بهم. ثم ينتقل إلى فرنسا مع زملائه، على أمل التعلم من التكنولوجيا الفرنسية المتقدمة، حتى يتمكنوا من إعادة إنشائها في الهند.
دون علم الفرنسيين، تعلم نامبي و52 من زملائه اللغة الفرنسية قبل رحلتهم ولكنهم يتظاهرون بعدم فهمها. بعد إبعادهم عن المناقشات الرئيسية، يحاول فريق نامبي إيجاد طريقة للوصول إلى هذه الاجتماعات واختبار البيانات. في تلك اللحظة اكتشفوا أن المحرك الفرنسي معيب. يستغل نامبي هذه الفرصة للوصول إلى البيانات المطلوبة مقابل إصلاح المحرك. ويعود الفريق بعد ذلك إلى الهند ويبدأ العمل على بناء محركه الخاص، بالاعتماد على الوقود السائل. ومع ذلك، بسبب نقص الموارد، يستغرق الأمر 8 سنوات إضافية لإكمال النموذج الأولي. ويجري اختبار المحرك في نفس منشأة الاختبار في فرنسا، حيث يتجاوز الضغط علامة 135، ويصل إلى 180. بعد نجاحه في خططه، عاد نامبي إلى الهند بعد تسمية المحرك "فيكاس" على اسم فيكرام سارابهاي، الذي يعتبره معلمه.
يركز نامبي الآن على المحركات المبردة، والتي يعتقد أنها ستجعل الهند مؤهلة للمشاركة في سوق الأقمار الصناعية العالمية. مع العلم بالقيود التي تواجهها منظمة أبحاث الفضاء الهندية من حيث الوقت والموارد، قرر نامبي شراء هذه المحركات من دولة أخرى. يعقد صفقة مع الاتحاد السوفييتي، بعد أن أبلغه أنه يعرف عن صواريخهم المبردة، كما أخبره بذلك صديق روسي له، في برينستون. ويطلب استيراد أربعة محركات إلى الهند. وبعد موافقة الروس، يكتشف الأميركيون هذا الاتفاق ويبذلون قصارى جهدهم لإفشاله. وبينما كان الاتحاد السوفييتي على وشك الانهيار، نجح نامبي وزملاؤه في تسريع عملية النقل وإخراج محركين من تحت أنوف الأميركيين، بمساعدة الروس.
في أحد الأيام، عندما عاد نامبي إلى الهند، تم القبض عليه فجأة، بينما انتشرت أخبار خيانته كالنار في الهشيم. تم نقله إلى بيت ضيافة في تريفاندرم، حيث تعرض للضرب والتعذيب في محاولة لإجباره على الاعتراف بجرائمه المزعومة. ويعترف أيضًا بأن المسؤولين يحاولون إجباره على تكرار جملتهم وأن هناك جهاز تسجيل في الغرفة لالتقاطهم. لكن نامبي يصر على موقفه وينفي كافة التهم. وزعم أن نامبي التقى مريم، وهي امرأة من جزر المالديف، في فندق في مدراس ، وبعد أن وقع في فخها، أُجبر على بيع أسرار الصواريخ الهندية إلى باكستان. بعد نقله إلى المستشفى بسبب إصاباته، التقى نامبي بمسؤول من مكتب التحقيقات المركزي، بي إم ناير، الذي أجرى تحقيقًا شاملاً في الأمر. يجد ناير مريم ويستجوبها وصديقتها وعدد قليل من الأشخاص الآخرين. وتكشف مريم وصديقتها أن ضابط الشرطة المالايالي المسؤول عن التحقيق، جوبال، عذبهما وهددهما بتجريم نامبي زوراً، وهو الذي لم تلتقيا به من قبل. كما يعتذرون له عن تشويه سمعته بشكل كامل والتسبب في الألم له ولأسرته. ويستنتج ناير أيضًا أن جميع المتهمين في القضية هم أعضاء في الجناح المبرد في منظمة أبحاث الفضاء الهندية، ويخلص إلى أنها كانت خدعة ضخمة من قبل بعض الأطراف القوية لعرقلة تقدم الهند في قطاع التبريد.
وبعد أشهر، حصل نامبي على الكفالة وعاد إلى منزله ليجد أفراد عائلته مصابين بصدمة نفسية بسبب الطريقة التي تعامل بها المجتمع معهم. وتحتاج زوجة نامبي، مينا نارايانان، إلى مساعدة نفسية عاجلة، في حين لا يزال بقية أفراد أسرته منبوذين من قبل المجتمع. ومن ثم، قرر نامبي أنه يتعين عليه تبرئة اسمه علناً حتى يتمكن أفراد عائلته من عيش حياة طبيعية وسلمية في المستقبل. بعد سنوات، أثبتت المحكمة العليا براءة نامبي وعاد إلى منظمة أبحاث الفضاء الهندية لمساعدة زملائه في مهمة مانجاليان. وبعد نجاح المهمة، حصل نامبي في عام 2019 على جائزة بادما بوشان  لمساهماته في أبحاث الفضاء الهندية.

## طاقم التمثيل
- مادهافان بدور نامبي نارايانان
- سيمران بدور مينا نارايانان، زوجة نامبي نارايانان.
- رافي راغافيندرا بدور فيكرام سارابهاي (النسخة التاميلية)
- راجيت كابور بدور فيكرام سارابهاي (النسخة الهندية)
- موراليداران بدور سوبياه أرونان، صهر نامبي وزوج جيتا.
- ميشا غوشال في دور جيتا نارايانان، ابنة نامبي ومينا.
- شيام رينجاناثان في دور شانكار نارايانان، ابن نامبي ومينا
- كارثيك كومار بدور بي إم ناير من مكتب التحقيقات المركزي
- أمان كما أ. بي جي عبد الكلام
- دينيش برابهاكار بدور إل دي جوبال
- موهان رامان بدور أودوبي راماتشاندرا راو
- رون دوناتشي بدور فال كليفر
- فيليس لوجان بدور السيدة كليفر
- فنسنت ريوتا بدور لويجي كروكو
- سريرام بارثاساراثي في دور باري أمالديف
- راجيف رافيندراناثان بدور بارام
- سام موهان في دور أوني
- بوشيل صحني في دور سرتاج
- جاجان كعالم
- أنوريتا جها بدور مريم رشيدة
- إيما جويكوفيتش في دور إليزابيث
- فلاديمير فوكوفيتش في دور يوري
- كارينا ماتاس بايبر في دور ميشيل
- سيمران مشركوتي بدور فوزية حسن
- جاراف فينكاتيش بدور أحد أفراد طاقم الاستوديو
- سورايا بدور نفسه (النسخة التاميلية؛ ظهور ضيف)
- شاه روخ خان بدور نفسه (النسخة الهندية؛ ظهور ضيف)

بالإضافة إلى ذلك، يصور نامبي نارايانان نفسه في آخر 15 دقيقة من الفيلم.

## موسيقى
الموسيقى التصويرية لفيلم يحمل نفس الاسم من عام 2022 من تأليف وإخراج وإنتاج مشترك من قبل آر مادهافان، والذي يستند إلى حياة نامبي نارايانان، العالم السابق ومهندس الفضاء في منظمة أبحاث الفضاء الهندية، الذي اتُهم زوراً بالتجسس. الموسيقى التصويرية الأصلية للفيلم من تأليف سام سي إس.

### الإنجليزية
كل الألحان من تأليف ديفاكار سوبرامانيام.
| #  | عنوان                                 | المدة |
| -- | ------------------------------------- | ----- |
| 1. | "Rocketry Sri Venkatesha Suprabhatam" | 27:38 |
| 2. | "Cry of Venus"                        | 2:49  |
| 3. | "And It Hurts"                        | 4:04  |
| 4. | "Celestial Dance"                     | 4:50  |
| 5. | "Through Thick and Thin"              | 3:45  |
| 6. | "Monarchs"                            | 5:01  |
| 7. | "Ranging Rivers"                      | 2:49  |
| 8. | "Cosmic Medley"                       | 3:34  |
| 9. | "Reunion"                             | 5:28  |

### الهندية
كل الألحان من تأليف ديفاكار سوبرامانيام.
| #  | عنوان                                 | المدة |
| -- | ------------------------------------- | ----- |
| 1. | "Rocketry Sri Venkatesha Suprabhatam" | 27:38 |
| 2. | "Cry of Venus"                        | 2:49  |
| 3. | "Behene Do"                           | 4:04  |
| 4. | "Celestial Dance"                     | 4:50  |
| 5. | "Aasmaan"                             | 3:45  |
| 6. | "Monarchs"                            | 5:01  |
| 7. | "Ranging Rivers"                      | 2:49  |
| 8. | "Cosmic Medley"                       | 3:34  |
| 9. | "Reunion"                             | 5:28  |

## روابط خارجية
- مقالات تستعمل روابط فنية بلا صلة مع ويكي بيانات